# Разделяне на отговорности
Разделянето на отговорности (на английски: separation of concerns) е базов принцип при дизайна и реализацията на сложни софтуерни системи. Принципът се състои в разделянето на компонентите на програмата по такъв начин, че изолирани нейни части (класове, методи, функции) да имат възможно най-тясна специализация. Целта е логиката на отделни части от програмата да не се припокрива с другите части на програмата и по този начин да се минимизират промените в цялата програма, когато някой неин отделен компонент претърпи модификация или разширение. Модулното програмиране и капсулацията са традиционни техники за постигане на разделянето на отговорности.
|  | Тази страница частично или изцяло представлява превод на страницата Separation of concerns в Уикипедия на английски. Оригиналният текст, както и този превод, са защитени от Лиценза „Криейтив Комънс – Признание – Споделяне на споделеното“, а за съдържание, създадено преди юни 2009 година – от Лиценза за свободна документация на ГНУ. Прегледайте историята на редакциите на оригиналната страница, както и на преводната страница, за да видите списъка на съавторите. ВАЖНО: Този шаблон се отнася единствено до авторските права върху съдържанието на статията. Добавянето му не отменя изискването да се посочват конкретни източници на твърденията, които да бъдат благонадеждни. |